# (11088) 1993 UN
1993 يو أن (ويعرف أيضًا باسم (11088) 1993 يو أن وفق تسمية الكوكب الصغير) (بالإنجليزية: 1993 UN)‏ هو كويكب ضمن حزام الكويكبات؛ وترتيبه 11088 من حيث الاكتشاف.
اكتُشف هذا الجُرم الفلكي بواسطة تاكيشي أوراتا ‏ في 19 أكتوبر 1993.

## وصلات خارجية
- (11088) 1993 UN في قاعدة بيانات مختبر الدفع النفاث لأجرام النظام الشمسي الصغيرة

- الاكتشاف · مخطط المدار ·  العناصر المدارية · المعلمات المادية

- (11088) 1993 UN على موقع ويكي سكاي: DSS2, SDSS, GALEX, IRAS, Hydrogen α, X-Ray, Astrophoto, Sky Map, Articles and images